# 北义阳郡
北义阳郡，南北朝的郡。
南齐因为在孝昌县侨置南义阳郡，改义阳郡设置北义阳郡，为司州治所。北义阳郡治所在平阳县（今河南省信阳市）。下辖平阳县、义阳县、保城县、钟武县、环水县、安昌县。北魏正始元年（504年）北魏占领，改为义阳郡，为郢州治所。南梁在大通二年（528年）夺回，为司州治所。东魏武定七年（549年）改为义阳郡。